# Olympische Sommerspiele 1968/Teilnehmer (Schweiz)
| Gelbes Symbol für Goldmedaillen mit stilisierten Olympischen Ringen | Graues Symbol für Silbermedaillen mit stilisierten Olympischen Ringen | Braundes Symbol für Bronzemedaillen mit stilisierten Olympischen Ringen |
| ------------------------------------------------------------------- | --------------------------------------------------------------------- | ----------------------------------------------------------------------- |
| —                                                                   | 1                                                                     | 4                                                                       |

Die Schweiz nahm an den Olympischen Sommerspielen 1968 in Mexiko-Stadt, Mexiko, mit einer Delegation von 85 Sportlern (81 Männer und vier Frauen) teil.

## Medaillengewinner

### Silber
| Name(n)                                      | Sportart | Wettkampf      |
| -------------------------------------------- | -------- | -------------- |
| Bernard Dunand, Louis Noverraz, Marcel Stern | Segeln   | 5,5-m-R-Klasse |

### Bronze
| Name(n)                                                                 | Sportart  | Wettkampf             |
| ----------------------------------------------------------------------- | --------- | --------------------- |
| Xaver Kurmann                                                           | Radsport  | Einzelverfolgung      |
| Henri Chammartin, Gustav Reiter, Marianne Gossweiler                    | Reiten    | Dressur, Mannschaft   |
| Denis Oswald, Peter Bolliger, Hugo Waser, Jakob Grob, Gottlieb Fröhlich | Rudern    | Vierer mit Steuermann |
| Kurt Müller                                                             | Schiessen | Freies Gewehr         |

## Teilnehmer nach Sportarten

### Boxen
- Max Hebeisen
Weltergewicht: 9. Platz

### Fechten
- Denys Chamay
Degen, Mannschaft: 1. Runde

- Peter Lötscher
Degen, Einzel: 7. Platz
Degen, Mannschaft: 1. Runde

- Christian Kauter
Degen, Mannschaft: 1. Runde

- Alexandre Bretholz
Degen, Einzel: 25. Platz
Degen, Mannschaft: 1. Runde

- Michel Steininger
Degen, Einzel: 25. Platz
Degen, Mannschaft: 1. Runde

### Leichtathletik
- Hansruedi Wiedmer
100 Meter: Vorläufe
200 Meter: Viertelfinal

- Hansruedi Knill
1500 Meter: Halbfinal

- Werner Schneiter
5000 Meter: Vorläufe

- Josef Gwerder
Marathon: 32. Platz

- Helmut Kunisch
Marathon: 44. Platz

- Edgar Friedli
Marathon: Rennen nicht beendet

- Daniel Riedo
110 Meter Hürden: Halbfinal

- Hans Menet
3000 Meter Hindernis: Vorläufe

- René Pfister
20 Kilometer Gehen: 23. Platz

- Erwin Stütz
50 Kilometer Gehen: 20. Platz

- Michel Portmann
Hochsprung: 28. Platz in der Qualifikation

- Thomas Wieser
Hochsprung: 31. Platz in der Qualifikation

- Heinz Wyss
Stabhochsprung: 22. Platz in der Qualifikation

- Edy Hubacher
Kugelstossen: 15. Platz in der Qualifikation
Diskuswurf: 25. Platz in der Qualifikation

- Ernst Ammann
Hammerwurf: 19. Platz in der Qualifikation

- Urs von Wartburg
Speerwurf: 8. Platz

- Rolf Bühler
Speerwurf: 27. Platz in der Qualifikation

- Urs Trautmann
Zehnkampf: 18. Platz

- Hansruedi Kunz
Zehnkampf: Wettkampf nicht beendet

- Werner Duttweiler
Zehnkampf: Wettkampf nicht beendet

- Meta Antenen
Frauen, 80 Meter Hürden: Vorläufe
Frauen, Fünfkampf: 8. Platz

- Sieglinde Ammann
Frauen, Weitsprung: In der Qualifikation ausgeschieden
Frauen, Fünfkampf: 23. Platz

### Moderner Fünfkampf
- Alex Tschui
Einzel: 26. Platz

### Radsport
- Bruno Hubschmid
Strassenrennen, Einzel: Rennen nicht beendet
Mannschaftsverfolgung: Vorläufe

- Xaver Kurmann
Einzelverfolgung: Bronze 
Mannschaftsverfolgung: Vorläufe

- Walter Richard
Mannschaftsverfolgung: Vorläufe

- Jürgen Schneider
Mannschaftsverfolgung: Vorläufe

### Reiten
- Gustav Fischer
Dressur, Einzel: 7. Platz
Dressur, Mannschaft: Bronze

- Henri Chammartin
Dressur, Einzel: 9. Platz
Dressur, Mannschaft: Bronze

- Marianne Gossweiler
Dressur, Einzel: 10. Platz
Dressur, Mannschaft: Bronze

- Monica Bachmann-Weier
Springreiten, Einzel: 7. Platz
Springreiten, Mannschaft: 6. Platz

- Arthur Blickenstorfer
Springreiten, Einzel: 13. Platz
Springreiten, Mannschaft: 6. Platz

- Paul Weier
Springreiten, Einzel: 21. Platz
Springreiten, Mannschaft: 6. Platz

### Ringen
- Jimmy Martinetti
Weltergewicht, griechisch-römisch: in der 2. Runde ausgeschieden
Weltergewicht, Freistil: in der 2. Runde ausgeschieden

- Jean-Marie Chardonnens
Mittelgewicht, griechisch-römisch: in der 2. Runde ausgeschieden
Mittelgewicht, Freistil: in der 2. Runde ausgeschieden

- Peter Jutzeler
Halbschwergewicht, griechisch-römisch: 6. Platz
Halbschwergewicht, Freistil: in der 3. Runde ausgeschieden

### Rudern
- Hans Ruckstuhl
Einer: DNS in der zweiten Runde
Doppelzweier: 11. Platz

- Melchior Bürgin
Doppelzweier: 11. Platz

- Martin Studach
Doppelzweier: 11. Platz

- Fred Rüssli
Zweier ohne Steuermann: 5. Platz

- Werner Zwimpfer
Zweier ohne Steuermann: 5. Platz

- Urs Fankhauser
Zweier mit Steuermann: 7. Platz

- Urs Bitterli
Zweier mit Steuermann: 7. Platz

- Beat Wirz
Zweier mit Steuermann: 7. Platz

- Roland Altenburger
Vierer ohne Steuermann: 4. Platz

- Nicolas Gobet
Vierer ohne Steuermann: 4. Platz

- Franz Rentsch
Vierer ohne Steuermann: 4. Platz

- Alfred Meister
Vierer ohne Steuermann: 4. Platz

- Denis Oswald
Vierer mit Steuermann: Bronze

- Hugo Waser
Vierer mit Steuermann: Bronze

- Peter Bolliger
Vierer mit Steuermann: Bronze

- Jakob Grob
Vierer mit Steuermann: Bronze

- Gottlieb Fröhlich
Vierer mit Steuermann: Bronze

### Schiessen
- Kurt Klingler
Schnellfeuerpistole: 40. Platz

- Josef Ziltener
Schnellfeuerpistole: 42. Platz

- Ernst Stoll
Freie Pistole: 12. Platz

- Albert Späni
Freie Pistole: 23. Platz

- Kurt Müller
Freies Gewehr: Bronze 
Kleinkaliber, Dreistellungskampf: 8. Platz

- Erwin Vogt
Freies Gewehr: 5. Platz

- Peter Ruch
Kleinkaliber, Dreistellungskampf: 30. Platz

- Hansruedi Schafroth
Kleinkaliber, liegend: 23. Platz

- Hans Sinniger
Kleinkaliber, liegend: 58. Platz

- Paul Vittet
Skeet: 32. Platz

### Schwimmen
- Pano Capéronis
100 Meter Freistil: Vorläufe
200 Meter Freistil: Vorläufe
400 Meter Freistil: Vorläufe
4 × 100 Meter Lagen: Vorläufe

- Gerald Evard
100 Meter Rücken: Vorläufe
200 Meter Rücken: Vorläufe
4 × 100 Meter Lagen: Vorläufe

- Nicolas Gilliard
100 Meter Brust: Vorläufe
200 Meter Brust: Vorläufe
4 × 100 Meter Lagen: Vorläufe

- Ayis Capéronis
100 Meter Schmetterling: Vorläufe
4 × 100 Meter Lagen: Vorläufe

### Segeln
- Alex Bally
Finn-Dinghy: 16. Platz

- Edwin Bernet
Star: 8. Platz

- Rolf Amrein
Star: 8. Platz

- Louis Noverraz
5,5-m-R-Klasse: Silber

- Bernard Dunand
5,5-m-R-Klasse: Silber

- Marcel Stern
5,5-m-R-Klasse: Silber

### Turnen
- Meinrad Berchtold
Einzelmehrkampf: 25. Platz
Mannschaftsmehrkampf: 9. Platz
Barren: 23. Platz in der Qualifikation
Boden: 57. Platz in der Qualifikation
Pferdsprung: 18. Platz in der Qualifikation
Reck: 29. Platz in der Qualifikation
Ringe: 38. Platz in der Qualifikation
Seitpferd: 36. Platz in der Qualifikation

- Hans Ettlin
Einzelmehrkampf: 29. Platz
Mannschaftsmehrkampf: 9. Platz
Barren: 15. Platz in der Qualifikation
Boden: 71. Platz in der Qualifikation
Pferdsprung: 37. Platz in der Qualifikation
Reck: 23. Platz in der Qualifikation
Ringe: 20. Platz in der Qualifikation
Seitpferd: 65. Platz in der Qualifikation

- Peter Rohner
Einzelmehrkampf: 31. Platz
Mannschaftsmehrkampf: 9. Platz
Barren: 35. Platz in der Qualifikation
Boden: 37. Platz in der Qualifikation
Pferdsprung: 63. Platz in der Qualifikation
Reck: 38. Platz in der Qualifikation
Ringe: 54. Platz in der Qualifikation
Seitpferd: 26. Platz in der Qualifikation

- Roland Hürzeler
Einzelmehrkampf: 49. Platz
Mannschaftsmehrkampf: 9. Platz
Barren: 12. Platz in der Qualifikation
Boden: 69. Platz in der Qualifikation
Pferdsprung: 75. Platz in der Qualifikation
Reck: 74. Platz in der Qualifikation
Ringe: 68. Platz in der Qualifikation
Seitpferd: 29. Platz in der Qualifikation

- Paul Müller
Einzelmehrkampf: 59. Platz
Mannschaftsmehrkampf: 9. Platz
Barren: 45. Platz in der Qualifikation
Boden: 79. Platz in der Qualifikation
Pferdsprung: 96. Platz in der Qualifikation
Reck: 75. Platz in der Qualifikation
Ringe: 54. Platz in der Qualifikation
Seitpferd: 22. Platz in der Qualifikation

- Edwin Greutmann
Einzelmehrkampf: 70. Platz
Mannschaftsmehrkampf: 9. Platz
Barren: 57. Platz in der Qualifikation
Boden: 69. Platz in der Qualifikation
Pferdsprung: 87. Platz in der Qualifikation
Reck: 65. Platz in der Qualifikation
Ringe: 67. Platz in der Qualifikation
Seitpferd: 76. Platz in der Qualifikation